# 札幌市交通局220形電車
札幌市交通局220形電車（さっぽろしこうつうきょく220がたでんしゃ）は、札幌市交通局が1959年に導入した札幌市電の路面電車車両である。

## 概要
1959年（昭和34年）に登場した。221～228号の8両。210形などと同一の、「札幌スタイル」と呼ばれる丸みの多い、正面1枚窓のデザインが採用された道産電車である。210形と同形であるが、製造年度の違いから別形式となった。
札幌綜合鉄工共同組合で、廃車となった単車120形・130形の主要機器を流用して製造された。台車は同系統の200形・210形と同じメタル軸受のもので、茶臼山鉄工所が製造した。
223 - 228号が鉄北線廃止に伴い1974年（昭和49年）5月に廃車されたが、残る2両は以降も使用されている。

## 改造
立ち席スペース設置
混雑緩和のため、運転席右後ろの座席を一部撤去し、立ち席スペースとした。
集電装置
製造当初はビューゲルであったが、全車Z形パンタグラフに換装された。
ワンマン化
1971年（昭和46年）に全車ワンマン化され、識別のため、車体に蛍光色の赤帯が入れられた。
制御器
221号と222号はワンマン化と同時に600形や東京都電8000形廃車発生品の制御器を流用して直接制御から間接非自動制御に改造された。
車体更新
1978年（昭和53年） - 1980年（昭和55年）にかけて車体更新が実施された。車体形状に変化はないが、側面の赤帯は白帯に変更され、裾部のステンレス製飾り帯は撤去された。
車体更新 (2)
1990年（平成2年）8月に222号が、11月に221号が再び車体更新を受けた。運転席用の換気口と方向幕が前面上部に一体化され、前照灯は腰部に2灯並べられたため、外観が大きく変化した。塗色は222号は210形更新車同様でやや明るいものに、221号は8500形と同様のものに変更された。
台車枠更新
2011年（平成23年）台車枠を道産台車から川崎重工業KW-181への更新が行われた。併せて屋根上のベンチレータ（換気口）撤去、天井への配線ダクト新設、3300形と同様のLED表示による車内案内装置の新設が行われている。
方面幕更新
2014年（平成26年）度から、3300形とA1200形を除く全車両が方面幕を幕式からLED表示への更新が行われ、当形式も221号と222号が2015年（平成27年）までに方面幕がLED表示に更新された。同年度に開通が予定されている環状化を見込んだものと思われる。

## 保存車
225号がおびひろ動物園に保存されていたが、現在は解体されている。

## 全面広告車両
2024年7月時点、221号が学校法人幌北学園グループ、222号が一般財団法人あんしん財団の全面広告車両となっている。

## 主要諸元
- 全長：12,500mm
- 全幅：2,230mm
- 全高：3,675mm
- 自重：14.4t
- 定員：100人
- 出力・駆動方式：37.3kW×2・吊り掛け式
- 台車型式：札幌綜合鉄工協同組合メタル軸受け式